# Pierre Paul Puget

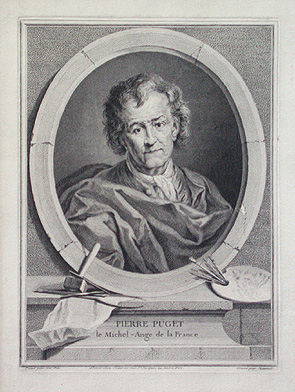
Pierre Paul Puget, gravure door Edme Jeaurat, ca. 1730

Pierre Paul Puget (Marseille, 31 oktober 1620 – 2 december 1694) was een Frans beeldhouwer, architect, schilder en ingenieur.

## Biografie
Al op veertienjarige leeftijd was de jonge Pierre Paul Puget, ook bekend onder de naam Pierre Puget, werkzaam op de werven van Marseille waar hij zich bekwaamde in houtsnijwerk, als leerling van Jean Roman. Hij versierde galeien met ornamenten en op zestienjarige leeftijd mocht hij zichzelf al voorman noemen.
In 1638 vertrok de jonge kunstenaar naar Italië, waar hij enkele jaren verbleef, onder meer in Florence en in Rome. In Rome werkte hij in dienst van Pietro da Cortona, vermoedelijk als stukadoor en schilder. Volgens sommige bronnen werkte hij daar onder meer aan de plafonds van het Palazzo Barberini, in Florence aan de plafonds van het Palazzo Pitti.
Vanaf 1643 was hij wederom als houtsnijder werkzaam aan de werven van Toulon, destijds de grootste marinehaven van Frankrijk.
Van 1655 tot 1658 werkte Pierre Puget in Toulon aan de Kariatiden voor het balkon van het stadhuis van Toulon. Nicolas Fouquet, de surintendant van Financiën, onder Lodewijk XIV, huurde Puget in om een beeld van Hercules te maken voor zijn kasteel in Vaux. Puget specialiseerde zich gedurende zijn loopbaan langzamerhand steeds meer in het beeldhouwen en na een ernstige ziekte in 1665 werd hem door doktoren aangeraden om niet meer te schilderen. Na de val van Fouquet in 1661 vertrok Puget naar Genua. Daar maakte hij een Hercules die nu in het Louvre te vinden is. Ook beeldhouwde hij in Genua een standbeeld van Sint Sebastiaan dat door de critici wordt beschouwd als een van zijn beste werken. Dit beeld bevindt zich samen met een beeld van Alexander Sauli nog steeds in de Basilica di Santa Maria Assunta.
Jean-Baptiste Colbert vroeg Puget terug te keren naar Frankrijk. In 1669 werkte hij opnieuw aan de werf in Toulon. Tussen 1681 en 1683 voltooide hij de Milo van Croton .
In 1688 werd hij gevraagd om naar Parijs te komen om een standbeeld van Lodewijk XIV te voltooien, maar de intriges aan het hof bevielen hem niet en hij keerde terug naar Marseille, waar hij in 1694 zou sterven. De Mont Puget nabij Marseille is genoemd naar Pierre Puget .

## Galerij

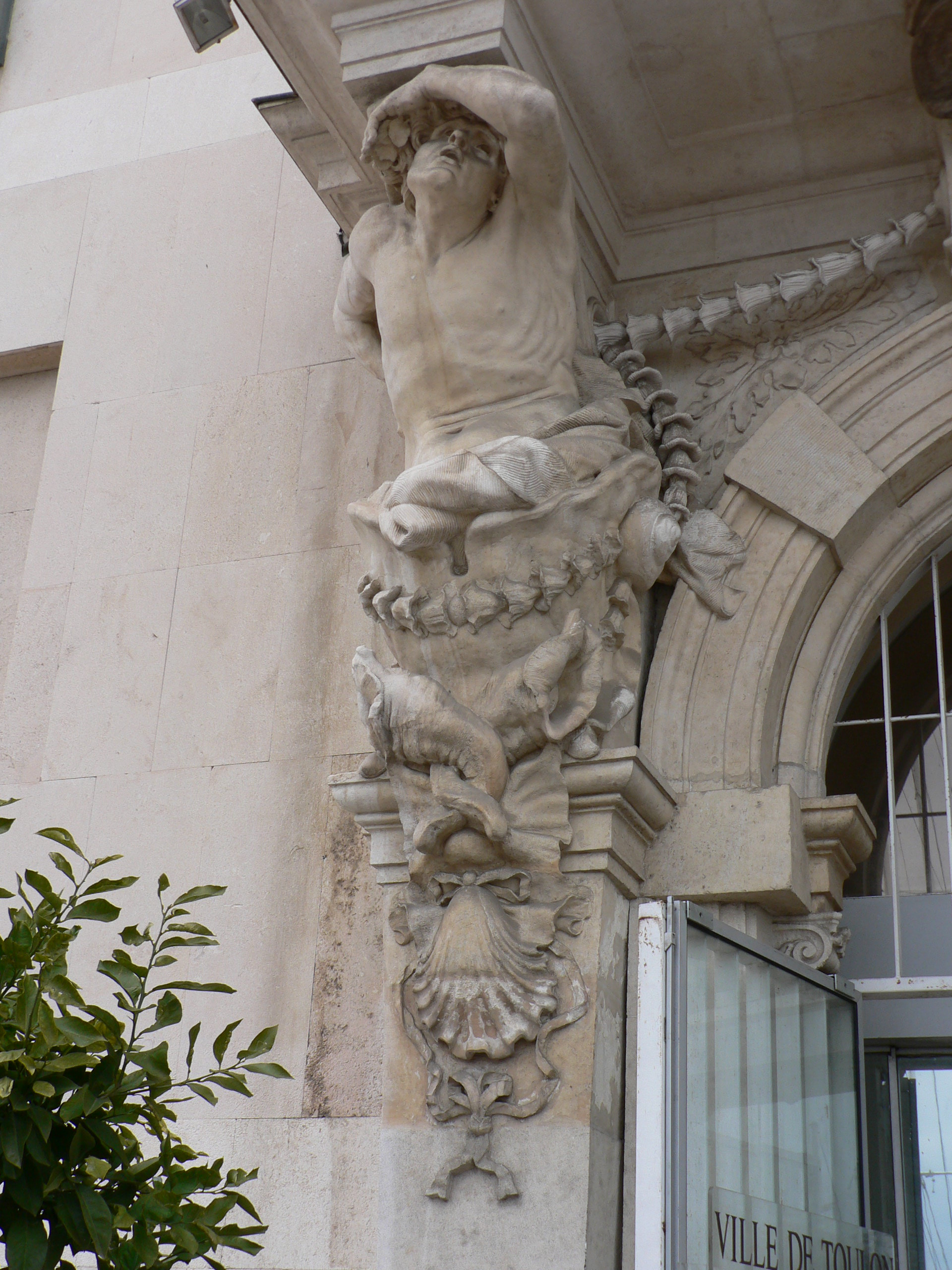
De Kariatiden, stadhuis Toulon
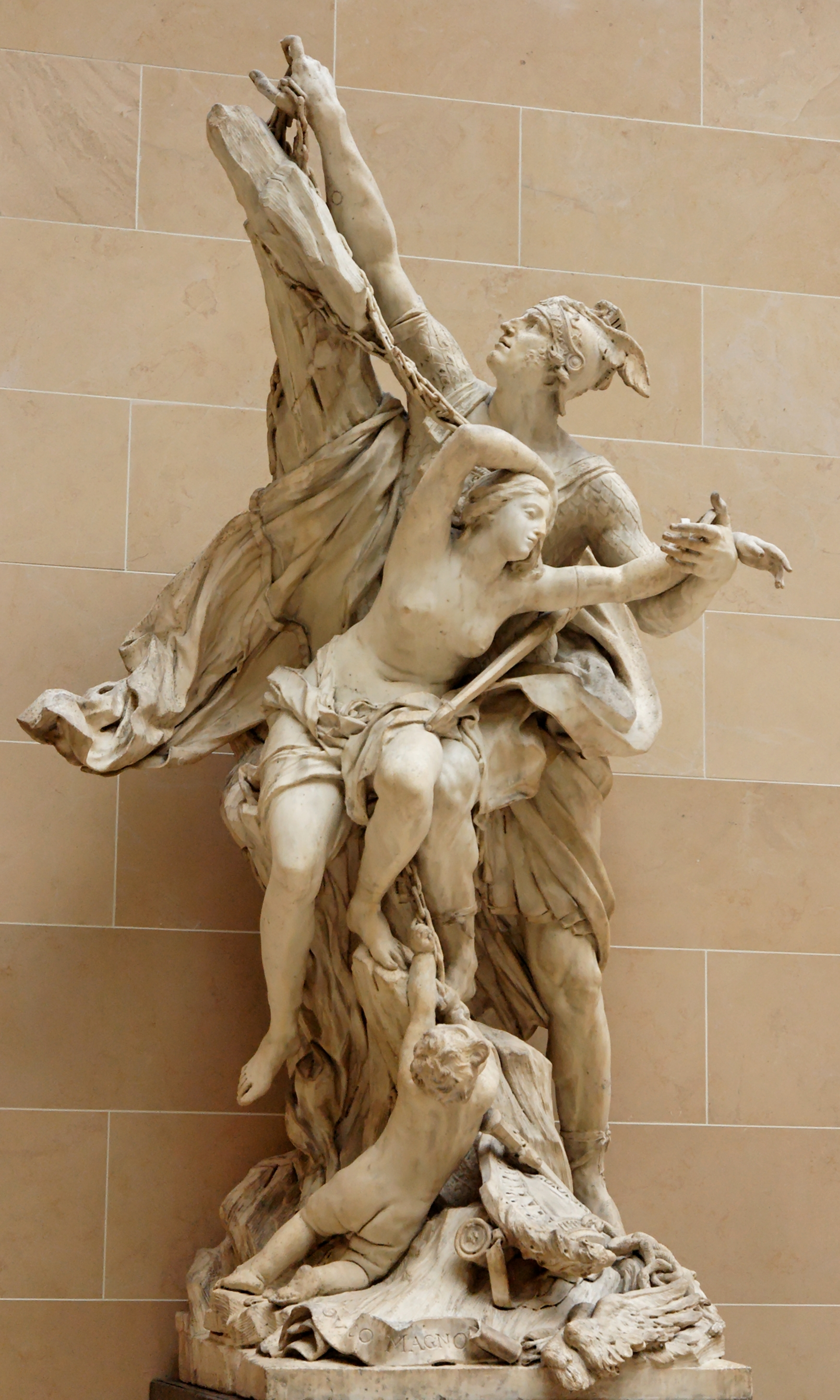
Perseus en Andromeda, Louvre
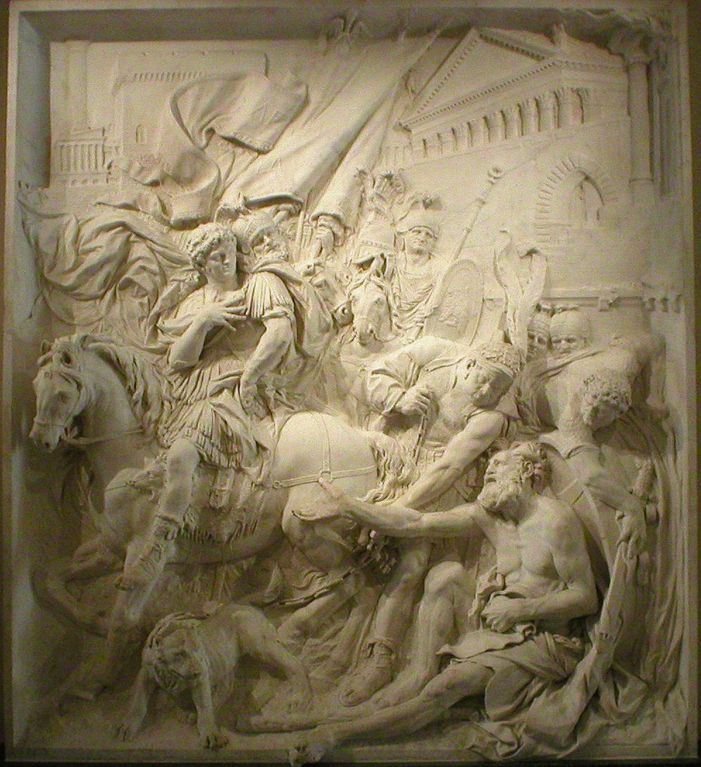
Alexander de Grote en de Diogenes van Sinope, Louvre
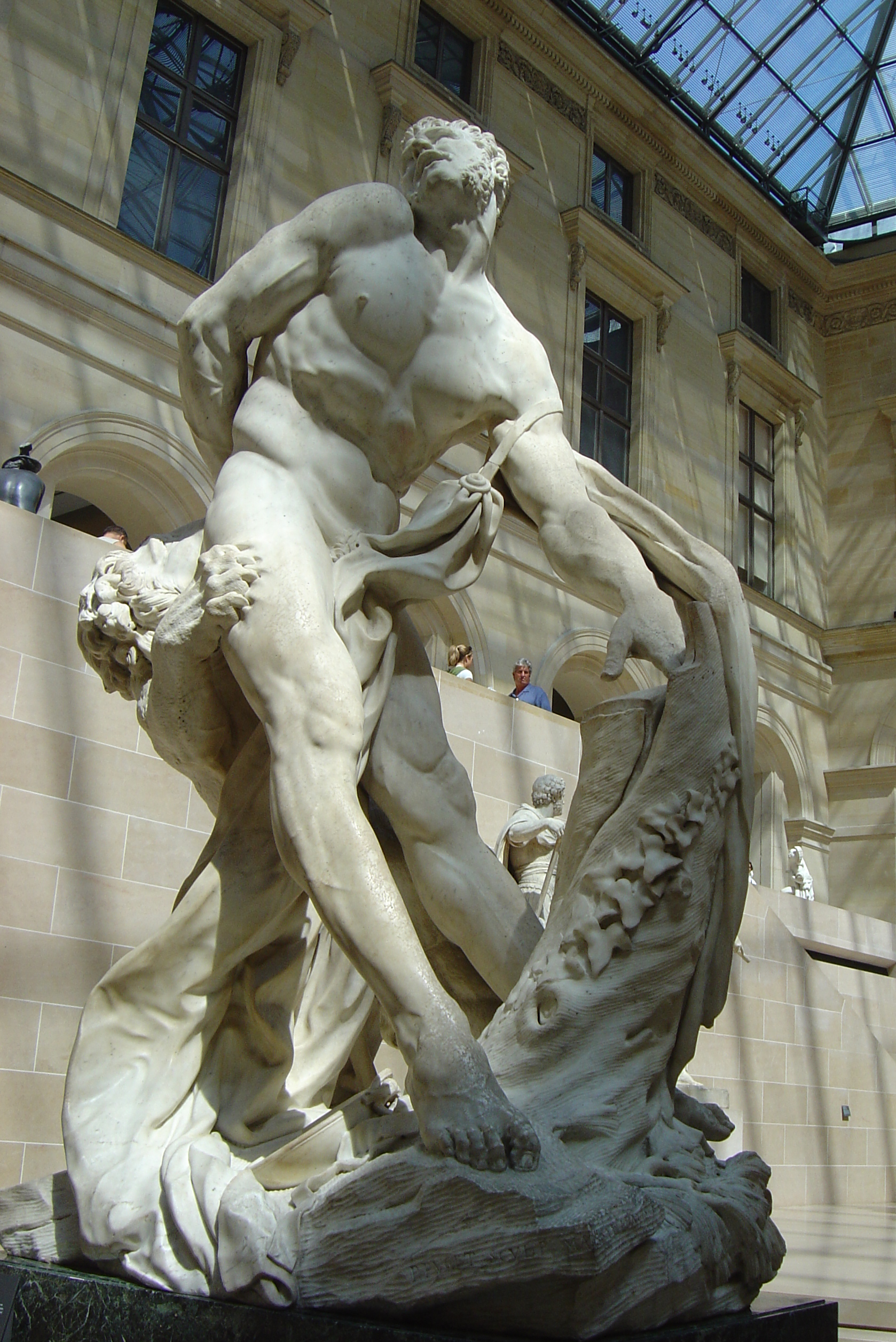
Hercules, Louvre

- Biblioteca Nacional de España: XX1208559
- Bibliothèque nationale de France: cb12215567v (data)
- Stuttgart Database of Scientific Illustrators 1450–1950: 9360
- Gemeinsame Normdatei: 118742930
- International Standard Name Identifier: 0000 0001 2095 8062
- KulturNav: 4b57ce08-a5f7-4043-8a9e-7953dc74e935
- Library of Congress Control Number: n86082681
- Nationale Bibliotheek van Tsjechië: xx0136880
- Nationale Bibliotheek van Israël: 987007460040905171
- Nederlandse Thesaurus van Auteursnamen: 071032959
- Réseau des bibliothèques de Suisse occidentale: 02-A003716053
- RKD-Nederlands Instituut voor Kunstgeschiedenis: 65045
- Istituto Centrale per il Catalogo Unico: RMLV241598
- SNAC: w6d79z6n
- Système universitaire de documentation: 030816467
- Union List of Artist Names: 500014694
- Virtual International Authority File: 27116225
- WorldCat: E39PBJfRGvtQxPgkgFpVYYKw4q